# Dopo tutto questo tempo
Dopo tutto questo tempo è il quinto album in studio del gruppo musicale italiano La Municipàl, pubblicato il 24 maggio 2024.

## Tracce
Testi di Carmine Tundo.
1. Il sesso tra ex – 2:59
2. Cemento – 4:05
3. Odio cantare – 3:57
4. Interrotti – 3:48
5. Giacomo – 3:27
6. Le hit estive – 3:19
7. Les yeux de (strumentale) – 0:52
8. Volevo solo parlarti – 3:52
9. Maledetto maestrale – 4:14
10. Le antenne – 4:12
11. Dopo tutto questo tempo – 3:53
12. 60 secondi di noi (strumentale) – 1:00

## Formazione
- Carmine Tundo – voce, chitarra
- Roberto Mangialardo – chitarra
- Alberto Manco – batteria
- Chiara Turco – basso
- Gaia Rollo – tastiere